# Copestylum belizensis
Copestylum belizensis är en tvåvingeart som beskrevs av Sedman 1975. Copestylum belizensis ingår i släktet Copestylum och familjen blomflugor.
Artens utbredningsområde är Belize. Inga underarter finns listade i Catalogue of Life.